# Kosmos 112
O Kosmos 112 (em russo: Космос-112, significado Cosmos 112) foi um satélite soviético de reconhecimento. Foi lançado em 17 de março de 1966 do Cosmódromo de Plesetsk, União Soviética (atualmente na Rússia), através de um foguete Vostok 2. O satélite foi colocado em uma órbita terrestre baixa, com um apogeu de 564 quilômetros, um perigeu de 207 quilômetros e uma inclinação de cerca de 72 graus.
O satélite decaiu de sua órbita e reentrou na atmosfera em 25 de março de 1966.

## Ligações Externas
- Dados do satélite em forma de tabela (em inglês)